# Darío de Jesús Monsalve Mejía
Darío de Jesús Monsalve Mejía (Valparaíso, 15 de marzo de 1948) es un eclesiástico católico colombiano. Fue arzobispo de Cali, entre 2011 a 2022, coadjutor de la misma de 2010 a 2011, obispo de Málaga-Soatá, entre 2001 a 2010 y obispo auxiliar de Medellín, entre 1993 a 2001.

## Biografía

### Primeros años y formación
Darío de Jesús nació el día 15 de marzo de 1948, en Valparaíso, Antioquia, Colombia.
Cursó el bachillerato del Seminario  Menor "San Juan Eudes" de Jericó. 
Estudió filosofía en la Universidad Pontificia Bolivariana de Medellín.
Estudió teología en la Pontificia Universidad Javeriana de Bogotá. 
Entre 1986 y 1989 se especializó en Teología Bíblica en la Pontificia Universidad Gregoriana.

### Sacerdote
Su ordenación sacerdotal fue el 17 de octubre de 1976, para la Diócesis de Jericó, a la edad de 28 años.
Como sacerdote desempeñó los siguientes ministerios:
- Profesor del Seminario Menor de Jericó y delegado diocesano para la juventud y las vocaciones.
- Vicario parroquial en Cartago, Valle (1978).
- Párroco en Santa Inés (1979-1983).
- Párroco en Betania (1979-1983).
- Director de las secciones de laicos en la Conferencia Episcopal de Colombia (1983-1986).
- Asesor Nacional de la Acción Católica y del Consejo de Laicos.
- Profesor en el Seminario Mayor de Jericó (1989-1990).
- Rector de los Seminarios Mayor y Menor de Jericó (1990-1993).

## Episcopado

### Obispo Auxiliar de Medellín
El 7 de octubre de 1993, el papa Juan Pablo II lo nombró Obispo Titular de Iunca di Mauritania y Obispo Auxiliar de Medellín. Fue consagrado el 15 de noviembre del mismo año, a manos del por entonces Nuncio Apostólico en Colombia, Paolo Romeo.

### Obispo Málaga-Soata
El 25 de julio de 2001, el papa Juan Pablo II lo nombró Obispo de Málaga-Soatá. Tomó posesión canónica del obispado, el 29 de septiembre del mismo año.

### Arzobispo de Cali

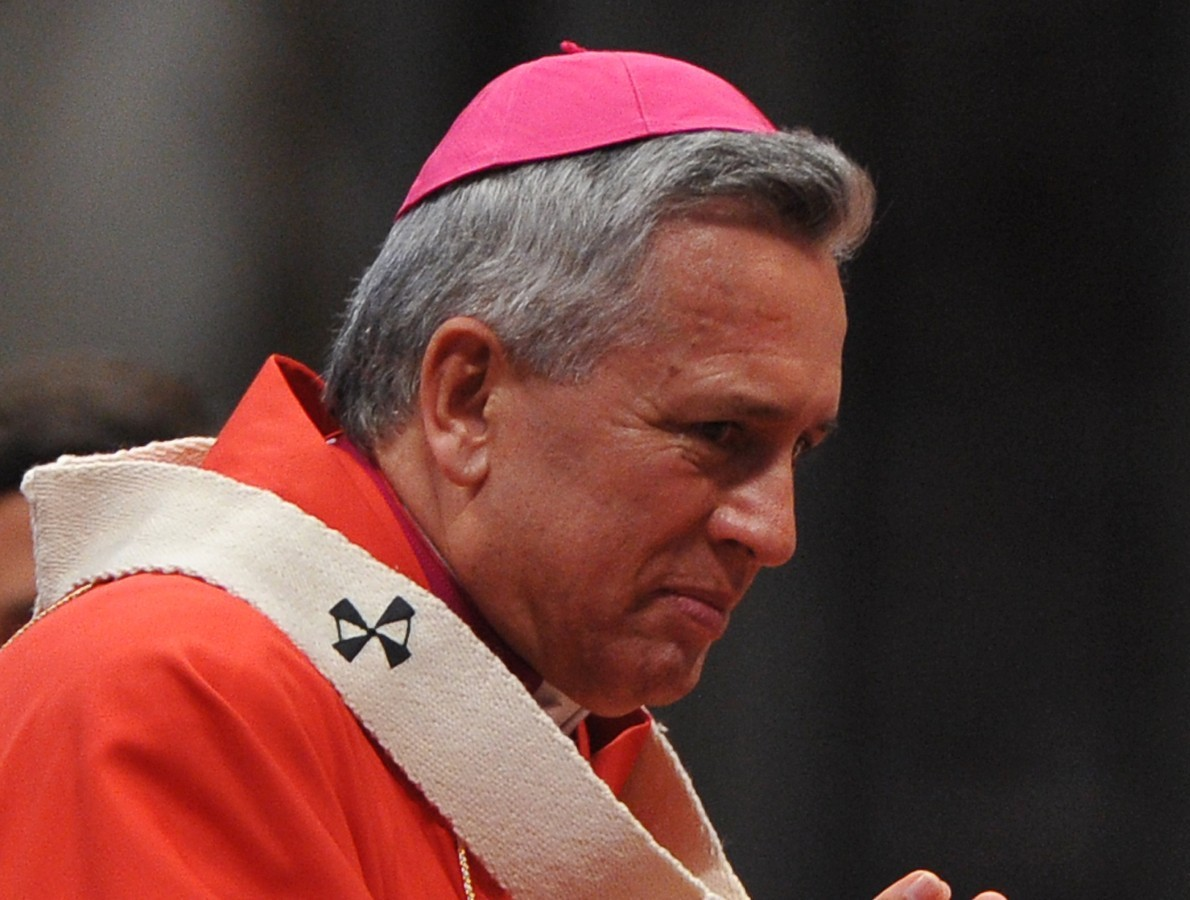
Monsalve usando el palio arzobispal

El 3 de junio de 2010, el papa Benedicto XVI lo nombró como Arzobispo Coadjutor de Cali con derecho a sucesión. El 1 de agosto del mismo año, tomó posesión de su cargo como obispo coadjutor de dicha diócesis, en la Catedral Metropolitana de Cali.
El 18 de mayo de 2011, aceptada la renuncia de Juan Francisco Sarasti, pasó automáticamente a ser arzobispo de Cali.
El 8 de diciembre de 2022, el papa Francisco aceptó su renuncia como arzobispo de Cali, siendo sucedido por su arzobispo coadjutor.

## Gobierno de Colombia
En 2022, fue designado por el gobierno de Gustavo Petro, como miembro del Equipo Negociador del Gobierno de Colombia con el ELN, para entablar acuerdos con el grupo armado y legal, y así concretar la denominada ‘Paz Total”.